# Hrib nad Ribčami
Hrib nad Ribčami je naselje v Občini Moravče. V tem kraju je sedež KS Velika vas.